# Silvano Mattesini
Silvano Mattesini (Arezzo, 17 ottobre 1950 – Rieti, 19 ottobre 2023) è stato un architetto, insegnante e scrittore italiano.

## Biografia
Laureatosi in Architettura, dal 1978 fu docente di Disegno e Storia dell'Arte. Ebbe vari incarichi di ricerca all'istituto di tecnologia dell'Università "La Sapienza" di Roma e fu presidente delle Associazioni Culturali XXX Ulpia Victrix ed Archeos. Con quest'ultima realizzò varie mostre sul tema dell'armamento militare romano. Pubblicò diversi libri sull'argomento, alcuni dei quali tradotti anche in inglese e francese, e si occupò della ricostruzione di elmi e manufatti dell'antica Roma. Fu progettista del Parco a tema sull'antica Roma dal 2008 al 2012. Negli ultimi anni presentò alcune mostre: "Storia dell'armamento delle Legioni Romane" in vari luoghi d'Italia, "Gladiatores" al Colosseo nel 2010, "Le armi dei romani" al Museo delle mura romane nel 2013, "Caligola, la trasgressione al potere22 nel 2013; collaborò inoltre alle manifestazioni del Comune di Roma attraverso quella che viene definita la Macchina del Tempo. Collaborò  con il Museo Archeologico di Napoli per Comics di Lucca nel 2019.

## Opere
- Gladiatori ed. Ass.Cult. Archeos
- Le legioni romane ed. Gremese
- Gli elmi delle legioni romane ed. Archeos
- Storia dell'armamento delle legioni romane ed Archeos
- In armis ed. Arbor Sapientiae
- Le legioni romane oggi in Italia ed. Archeos
- Un giorno ed una notte nella Roma dei Cesari ed. Archeos
- Le grandi battaglie delle legioni romane ed. Archeos
- Morti eccellenti nell'antica Roma ed. Archeos
- Il Colosseo era una chiesa ed. Palombi
- Traiano . Guerre Daciche Ristampa ed.
- Il corpo trafugato di Alessandro Magno Ristampa ed.

| Controllo di autorità | VIAF (EN) 49541124 · ISNI (EN) 0000 0000 4675 6824 · SBN UBOV000315 · LCCN (EN) no2007004773 · GND (DE) 1213755689 · BNF (FR) cb15569799z (data) |